# Euophrys striolata
Euophrys striolata är en spindelart som först beskrevs av Koch C.L. 1846.  Euophrys striolata ingår i släktet Euophrys och familjen hoppspindlar. Inga underarter finns listade i Catalogue of Life.